# Bohinj (khu tự quản)
 Khu tự quản Bohinj (tiếng Slovene: Občina Bohinj) là một Khu tự quản trong vùng Thượng Carniola khu vực tây bắc Slovenia. Vùng định cư có tên là Bohinjska Bistrica. Khu tự quản này có 5.222 dân.